# Bruno Apitz
Bruno Apitz (Leipzig, 28 april 1900 – Berlijn, 7 april 1979) was een Duits schrijver.

## Biografie
Bruno Apitz werd als twaalfde kind in de Leipziger Elisabethstraße 15 geboren. Zijn moeder was wasvrouw en zijn vader tafelzeildrukker. Apitz ging tot zijn veertiende naar de basisschool, waarna hij een opleiding als stempelsnijder volgde. Tijdens de Eerste Wereldoorlog was hij een fervent aanhanger van de communist Karl Liebknecht.
Op zeventienjarige leeftijd hield hij een toespraak voor de stakende arbeiders van een munitiefabriek. Voor die actie kreeg hij een gevangenisstraf van negentien maanden. Na zijn vroegtijdige vrijlating in 1918 werd hij lid van een arbeidersverbond in Leipzig, dat een honderdtal leden telde. Met dat verbond nam hij deel aan de Novemberrevolutie. Hij probeerde ook boekhandelaar te worden. In 1919 werd hij lid van de SPD, de Duitse socialistische partij. Later mocht de jonge Apitz zijn beroep niet meer uitoefenen door zijn deelname aan een staking van boekhandelaars.
In 1920 vond er een staatsgreep plaats, deels onder leiding van Wolfgang Kapp. Die staatsgreep staat beter bekend als de Kapp-Putsch en werd onderdrukt. Rond deze tijd publiceerde hij zijn eerste gedichten en kortverhalen in satirische weekbladen en in kranten van de communistische partij van Duitsland (KPD). Toen werkte hij onder andere in een boekhandel en een wetenschappelijk antiquariaat. Uiteindelijk werd hij toneelspeler. In 1924 heeft hij zijn eerste theaterstuk Der Mensch im Nacken geschreven. In de laatste fase van de Weimarer Republik en tijdens het nationaalsocialisme heeft hij verder nog de roman Fleck und Barb, die Unrasierten en verschillende theaterstukken geschreven. Die werken werden echter niet gepubliceerd. Vandaag de dag bestaan ze niet meer. 
In 1927 werd Apitz in Leipzig lid van de KPD (de communistische partij van Duitsland) en van een hulporganisatie die aansloot bij die politieke partij, namelijk die Rote Hilfe. Van 1930 tot 1933 was hij in Leipzig opnieuw voorzitter van de bond der proletarisch-revolutionaire schrijvers. Na de Eerste Wereldoorlog werd hij meerdere keren veroordeeld wegens socialistische anti-oorlogspropaganda en werd hij in verschillende concentratiekampen ondergebracht. Zo zat hij in 1933 in het kamp Colditz en later dat jaar in Sachsenburg. Van 1934 tot 1937 werd hij wegens hoogverraad opgenomen in het tuchthuis van Waldheim. Hij had namelijk een poging ondernomen om de KPD in Leipzig opnieuw op te richten. Acht jaar lang, was hij, tot aan de bevrijding in april 1945, gevangene in het concentratiekamp van Buchenwald. In dat kamp werd hij vanaf 1938 in de afdeling beeldhouwen en vier jaar later (1942) in de afdeling pathologie ingezet. Daarnaast was hij conferencier van de concerten die in het kamp plaatsvonden. Hij schreef ook nog gedichten en hield zich bezig met houtsnijwerk. 
Na 1945 werd hij directeur van het theater in Leipzig. In 1946 was hij medeoprichter van de SED, de Socialistische Eenheidspartij in Oost-Duitsland (DDR). Vanaf 1949 was hij redacteur van het dagblad de Leipziger Volkszeitung. Hij was daar tevens verantwoordelijk voor de coördinatie van de Volkskorrespondenten (plaatselijke correspondenten van kranten in de DDR zonder dienstverband). Daarnaast was hij dramaturg van de DEFA, Deutsche Film Aktiengesellschaft, en hoorspelauteur. Als zelfstandig schrijver was hij ook lid van het bestuur van de Duitse schrijversbond.  
Pas in 1958 verscheen zijn eerste roman Nackt unter Wölfen, die in 30 talen werd vertaald en die hem beroemd maakte. In 1963 verfilmde DEFA zijn boek met dezelfde titel in een regie van Frank Beyer. Apitz werkte zelf mee als schrijver van het draaiboek en als acteur. De roman werd in 2015 opnieuw verfilmd, dit keer door Duitse publieke tv-zender ARD die de film op 1 april uitzond.
In 1959 verscheen zijn novelle Esther in de almanak van PEN. Apitz heeft het grootste deel van de novelle echter eerder geschreven en daarom geldt het als zijn oudste bewaarde prozawerk. In 1969 hebben Robert Hanell en Günther Deicke de novelle tot een opera bewerkt.
In 1976 verscheen zijn autobiografische roman Der Regenbogen.
Apitz was lid van de Academie der Kunsten (DDR) en van PEN in de DDR. Hij heeft de hoogste onderscheidingen in de DDR gekregen.

## Huwelijk en dood
In 1965 trouwde hij met Marlis Kieckhäfer, met wie hij een dochter kreeg.
Bruno Apitz stierf net voor zijn 79e verjaardag in Berlijn en is begraven op het Zentralfriedhof Friedrichsfelde.

## Onderscheidingen
Apitz werd op 9 september 1961 ereburger van Weimar. De stad Leipzig gaf hem op 7 mei 1975 de titel van ereburger. Daarnaast kreeg hij de Erich-Weiner-Medaille in 1966 voor zijn werk. Verder ontving hij ook twee keer de nationale prijs (Nationalpreis) van de DDR. In 1958 kreeg hij die voor de roman Nackt unter Wölfen en in 1963 samen met anderen voor de verfilming ervan.
- Bibsys: 90056076
- Biblioteca Nacional de Chile: 000438011
- Bibliothèque nationale de France: cb12586016s (data)
- CiNii: DA05857533
- Gemeinsame Normdatei: 118829637
- International Standard Name Identifier: 0000 0001 0796 3350
- Library of Congress Control Number: n86846798
- Nationale Bibliotheek van Letland: 000122522
- Bibliotheek van het Japanse parlement: 00431616
- Nationale Bibliotheek van Tsjechië: jn20000600322
- Nationale bibliotheek van Australië: 35688545
- Nationale Bibliotheek van Israël: 987007257704205171
- Nationale Bibliotheek van Polen: a0000001677886
- Nationale en Universitaire bibliotheek Zagreb: 000389727
- Nederlandse Thesaurus van Auteursnamen: 071729437
- Réseau des bibliothèques de Suisse occidentale: 02-A002933967
- Istituto Centrale per il Catalogo Unico: SBLV239988
- LIBRIS: 389274
- SNAC: w680774n
- Système universitaire de documentation: 069864241
- Trove: 1043381
- Virtual International Authority File: 129620
- WorldCat: E39PBJk4FYpQM7WWRKYdVdCPcP